# Moskau-Kasan-Kriege

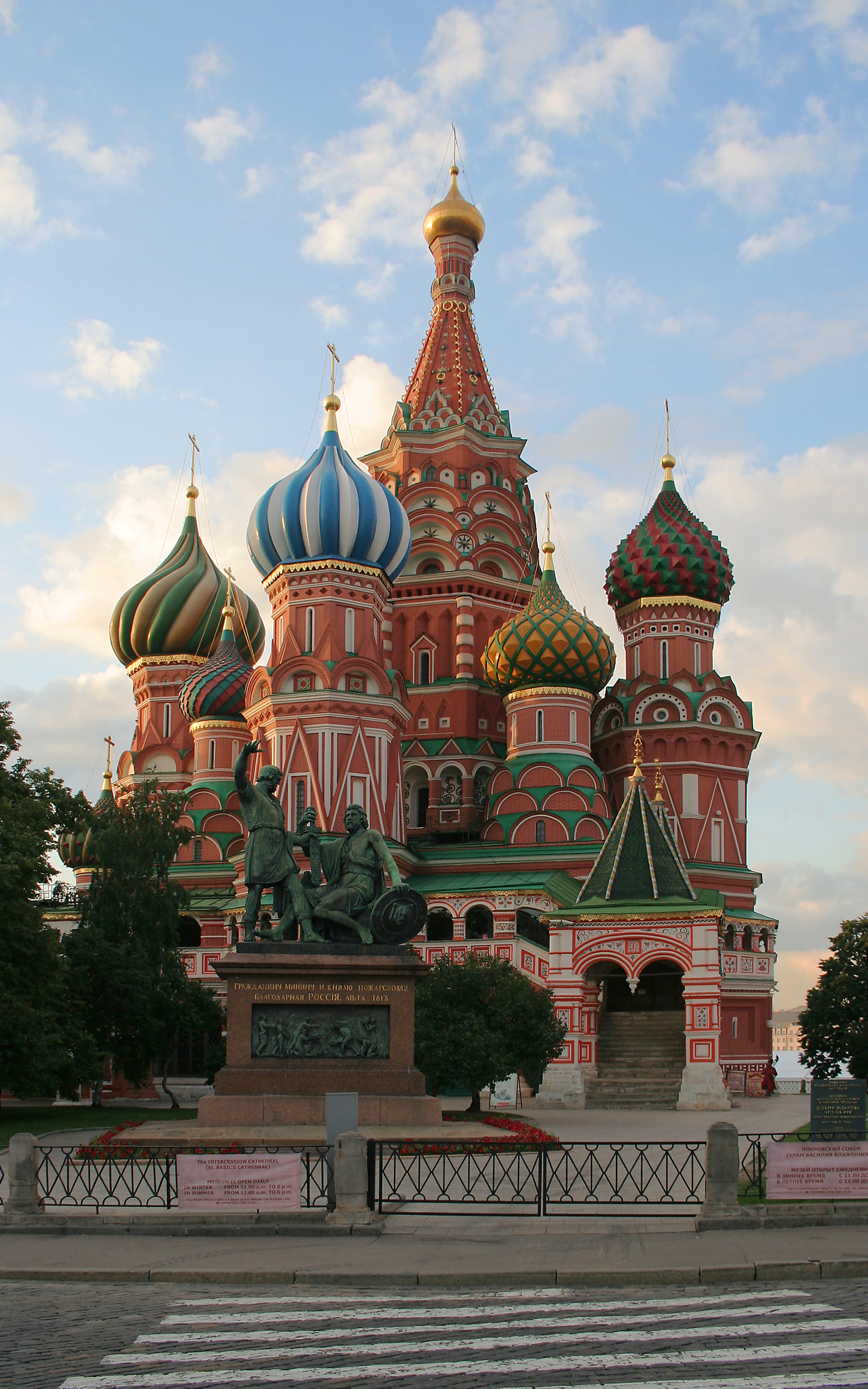
Die Basilius-Kathedrale wurde als Andenken an die Einnahme Kasans gebaut

Die Moskau-Kasan-Kriege waren eine Reihe militärischer Auseinandersetzungen zwischen dem Khanat Kasan und dem Moskauer Reich im 15. und 16. Jahrhundert, bis die Hauptstadt Kasan schließlich im Jahr 1552 von den Truppen Iwans des Schrecklichen endgültig eingenommen wurde.

## Kriege von Wassili II.
Im Jahr 1438, ein Jahr nach der Gründung des Kasaner Khanates, unternahm der erste Khan von Kasan, Olug Moxammat, einen Feldzug gegen Moskau mit einem großen Heer. Wassili II. floh aus der Hauptstadt über die Wolga, doch die Tataren setzten ihre Unternehmung nicht fort, sondern kehrten um, nachdem sie die Stadt Kolomna und ihre Umgebung geplündert hatten.
Ein weiterer Konflikt entstand im Jahr 1445. Er erwies sich für Moskau als desaströs und zog eine Reihe von Änderungen in der russischen Außenpolitik nach sich. Die Feindseligkeiten brachen aus, als Khan Maxmut Russland überfiel und die strategisch wichtige Festung Nischni Nowgorod einnahm. Wassili II. sammelte eine Armee und besiegte die Tataren in der Nähe von Murom und Gorochowez. Im Glauben daran, dass der Krieg vorbei sei, löste er sein Heer auf und kehrte triumphierend nach Moskau zurück, wo er erfuhr, dass die Tataren erneut Nischni Nowgorod belagerten.
Eine neue Armee wurde aufgestellt und nach Susdal gesandt, wo sie sich mit den Truppen verband, die Nischni Nowgorod dem Feind überlassen hatten, nachdem die Festung in Brand gesetzt worden war. Am 6. Juni 1445 trafen die Russen und die Tataren in der Schlacht von Susdal in der Nähe des Erlöser-Euthymios-Klosters aufeinander. Die Schlacht war ein großer Erfolg für die Tataren, die Wassili II. gefangen nahmen. Es bedurfte vierzehn Monate und eines enormen Lösegeldes, um den Monarchen aus der Gefangenschaft zu befreien.

## Kriege von Iwan III.

### Qasim-Krieg (1467–1469)

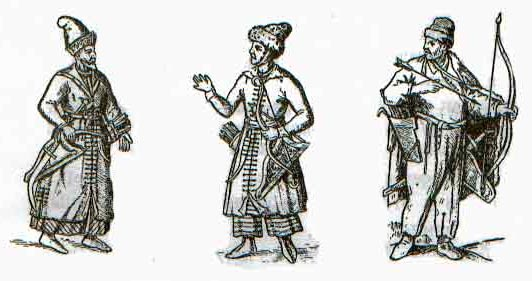
Tatarische Krieger

Der zerbrechliche Frieden wurde 1467 gebrochen, als Großfürst Iwan der Große sich entschied, seinen verbündeten Khan Qasim in dessen Ansprüchen auf den tatarischen Thron zu unterstützen und dem herrschenden Khan Ibrahim den Krieg zu erklären. Iwans Armee segelte die Wolga flussabwärts mit dem Ziel, Kasan einzunehmen. Allerdings behinderten herbstliche Regen und die Unwegsamkeit den Fortschritt der russischen Streitmacht. Als ein frostiger Winter einsetzte, entschieden die russischen Feldherren stattdessen, die Wjatka-Region einzunehmen, aus der immer wieder Räuber die Moskauer Handelsrouten heimsuchten. Der Feldzug verpuffte aufgrund von Uneinigkeit unter den russischen Woiwoden, stattdessen wurde Udmurtien verwüstet.
Im folgenden Jahr setzten die Russen ihren Wjatka-Feldzug fort. Sie segelten den Wjatka-Fluss und die Kama abwärts und plünderten unterwegs tatarische Handelsschiffe. Als Antwort unternahm Ibrahim nach Abzug der Russen einen Gegenangriff, überrannte Wjatka und zwang die lokalen Bewohner erneut in das Untertanentum.

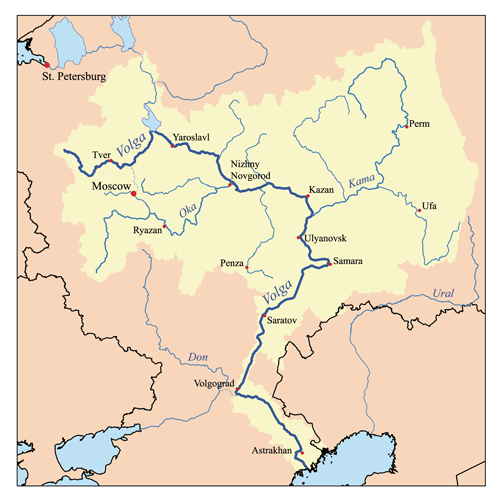
Das Einzugsgebiet der Wolga mit den wichtigen Städten Moskau, Nischni Nowgorod, Kasan und Rjasan. Der Fluss Wjatka befindet sich östlich von Kasan

Im Jahr 1469 sammelten die Russen eine viel stärkere Armee und segelten entlang der Oka und der Wolga über Nischni Nowgorod nach Kasan. Sie verwüsteten die Umgebung Kasans, verzichteten jedoch auf eine Belagerung der Stadt, da die Witwe des mittlerweile verstorbenen Qasims Iwan III. darum bat, mit ihrem Sohn Ibrahim Verhandlungen aufzunehmen. Währenddessen versuchten russische Truppen aus Jaroslawl und Weliki Ustjug vergeblich, die Wjatka-Region für Moskau zurückzugewinnen. Nachdem die Verhandlungen gescheitert waren, trafen die Russen und die Tataren in zwei blutigen Schlachten aufeinander, die jedoch unentschieden ausgingen.
Im Herbst desselben Jahres startete Iwan III. eine dritte Invasion des Khanats. Der russische Woiwode, Fürst Daniil Cholmski belagerte Kasan und schnitt es von der Wasserversorgung ab, was Ibrahim zur Kapitulation zwang. Es wurde ein für Moskau günstiger Friedensvertrag unterzeichnet und alle russischen Gefangenen der letzten 40 Jahre wurden aus der tatarischen Gefangenschaft befreit.

### Belagerung von Kasan (1487)
Auch für darauf folgende Jahrzehnte blieb die Wjatka-Region ein Zankapfel zwischen Kasan und Moskau. Kurz vor seinem Tod im Jahr 1478 verwüstete Ibrahim die Region. Als Rache entsandte Iwan III. Truppen, um die Umgebung Kasans zu plündern. Der Nachfolger Ibrahims wurde Ilham, während sein Bruder Moxammat Amin nach Moskau floh. Iwan III. erlaubte es ihm, sich in Kaschira niederzulassen und erklärte ihm seine Unterstützung für die Ansprüche auf den tatarischen Thron.
1487 intervenierte Iwan in die Innenpolitik Kasans, um Ilham durch Moxammat Amin zu ersetzen. Cholmski segelte mit einer Armee von Nischni Nowgorod nach Kasan und belagerte es am 18. Mai. Bereits am 9. Juni fiel die Stadt an die Russen. Ilham wurde in Ketten nach Moskau und später ins Exil nach Wologda geschickt, während Moxammat Amin zum neuen Khan ausgerufen wurde. In Bezug auf den siegreichen Feldzug erklärte sich Iwan III. zum „Herrn über Wolga-Bulgarien“.

### Schlachten von Arsk (1506)

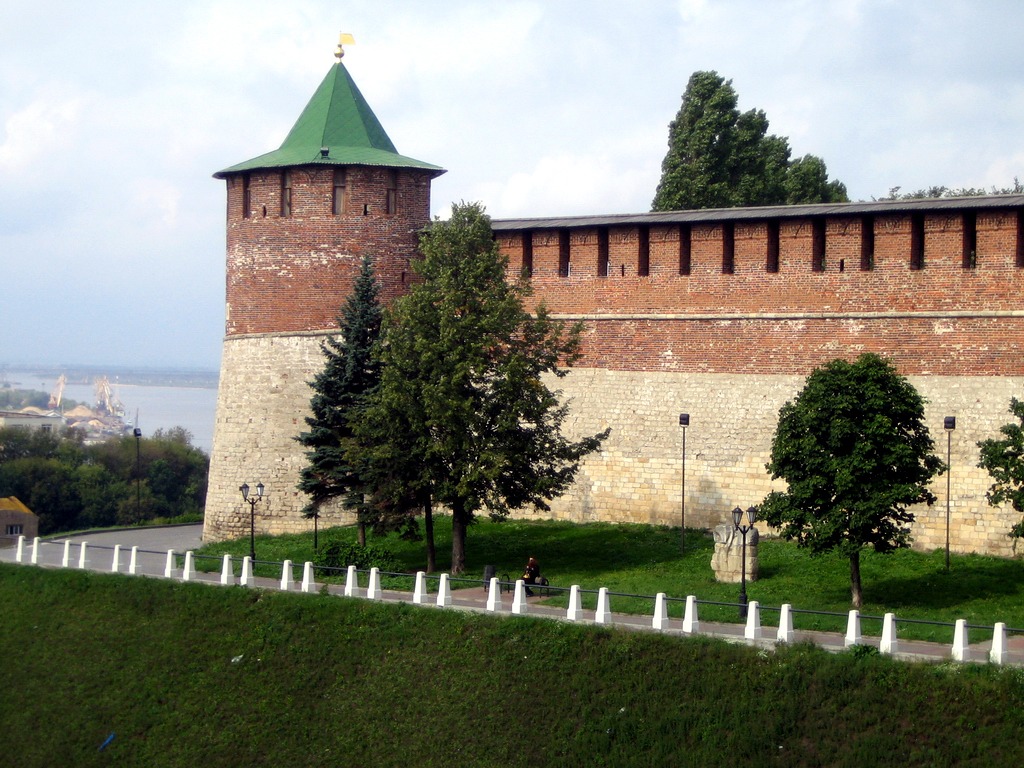
Der Kreml von Nischni Nowgorod wurde in den Jahren 1500–1511 erbaut, um Tatarenangriffe abzuwehren

Der letzte Krieg der Herrschaftsperiode Iwans III. wurde von der Witwe Ilhams provoziert, die Moxammat Amin heiratete und ihn davon überzeugte, die Unabhängigkeit von Moskau zu erklären, was 1505 geschah. Die anti-russische Rebellion brach am Tag des Heiligen Johannes aus, als die Tataren alle russischen Kaufleute und Gesandte massakrierten, die bei der jährlichen Kasan-Messe anwesend waren. Eine riesige Armee, bestehend aus Kasan-Tataren und Nogai-Tataren, setzte sich in Richtung Nischni Nowgorod in Bewegung und belagerte die Stadt. Die Stadt wurde jedoch durch litauisch-ruthenische Bogenschützen erfolgreich verteidigt – Kriegsgefangene, die von den Russen zuvor in der Schlacht an der Wedroscha gefangen genommen worden waren. Diese Bogenschützen schafften es, den Bruder des Khans zu töten und die tatarische Streitmacht in Unordnung zu bringen. Danach trat die Horde den Rückzug an.
Iwans Tod verzögerte weitere Kämpfe bis Mai 1506, als Fürst Fjodor Belski die russische Armee gegen Kasan führte. Nachdem die tatarische Kavallerie am 22. Mai seine Flanke angegriffen hatte, ergriffen viele Russen die Flucht und ertranken laut Chronik im Poganoje-See. Der zur Entlastung von Belski gesandte Fürst Wassili Cholmski konnte die Tataren in der Nähe von Arsk am 22. Juni schlagen. Moxammet zog sich mit seinen Truppen zurück. Als die Russen ihren Sieg feierten, tauchte er jedoch unerwartet wieder auf und fügte ihnen eine verheerende Niederlage zu. Obwohl dieser Sieg der Tataren zu den größten Siegen der letzten Jahrzehnte zählte, ersuchte Moxammet aus unklaren Gründen um Frieden und zahlte Iwans Nachfolger Wassili III. eine Kriegsentschädigung.

## Kriege von Wassili III.
Ein neues Massaker an russischen Kaufleuten und Gesandten ereignete sich in Kasan im Jahr 1521. Wassili III. war so entsetzt, dass er seinen Untergebenen in der Folgezeit verbot, die Kasan-Messe zu besuchen und stattdessen die berühmte Makarjew-Messe in Nischni Nowgorod begründete, die im Folgenden die wirtschaftliche Prosperität von Kasan untergrub und zu seinem Niedergang beitrug.
Drei Jahre später führte Fürst Iwan Belski eine 150.000 Mann (diese Mannzahl des russischen Heeres ist jedoch zweifelhaft) starke russische Armee gegen die tatarische Hauptstadt. Der Feldzug wurde in allen Details vom ausländischen Zeugen Siegmund von Herberstein beschrieben. Belskis Armee verbrachte 20 Tage auf einer Insel vor Kasan in Erwartung russischer Kavallerie. Dann erreichten die Armee Neuigkeiten, dass die Kavallerie unterwegs besiegt und die unterwegs befindlichen Versorgungstrecks von den Tataren erbeutet wurden. Obwohl die Armee an Hunger litt, befahl Belski die Belagerung der Stadt und schon bald trafen tatarische Botschafter ein, die um Frieden baten. Belski akzeptierte ihre Vorschläge und kehrte nach Moskau zurück.

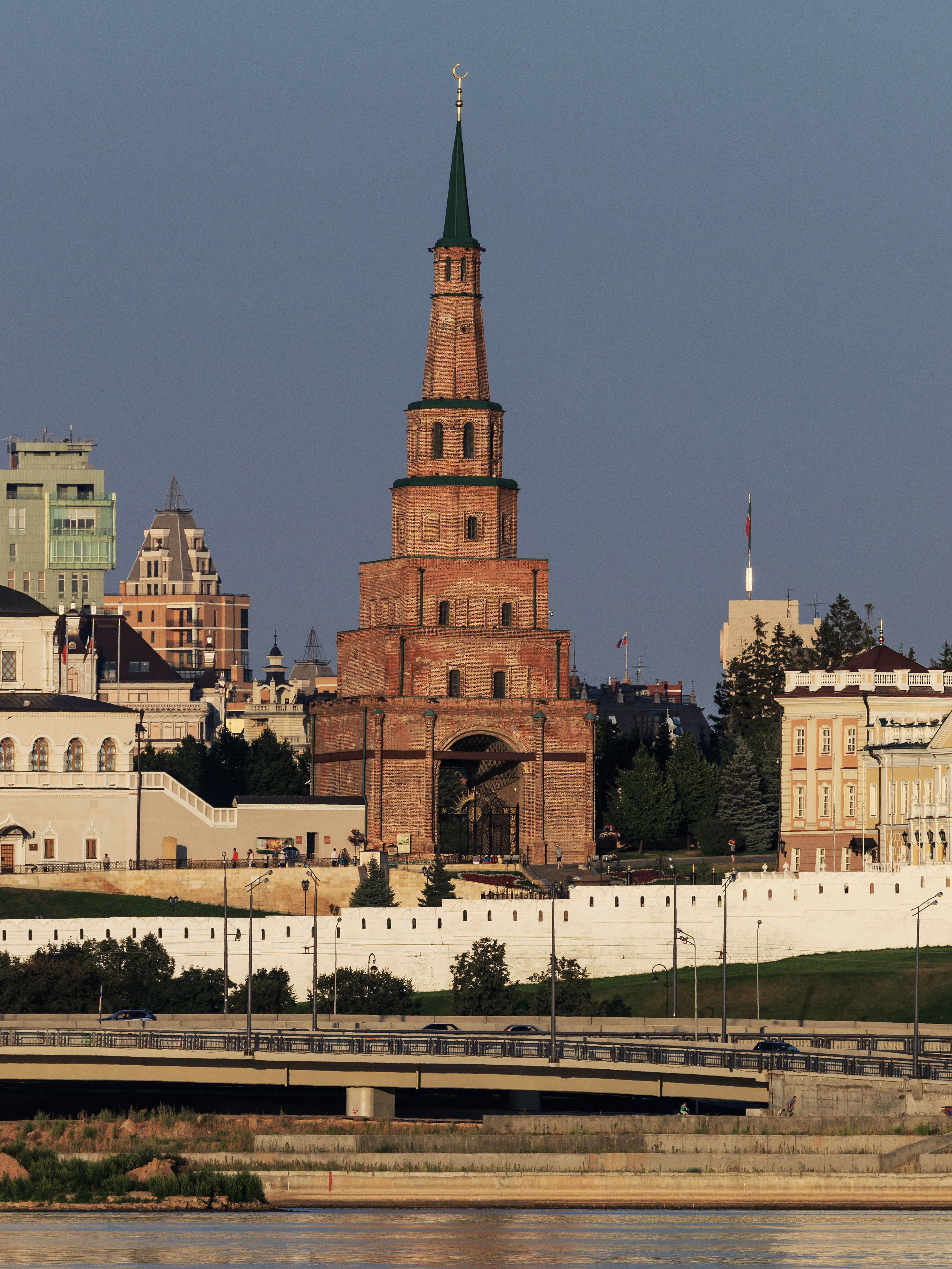
Der Söyembikä-Turm in Kasan offenbart Elemente mittelalterlicher tatarischer Architektur

1530 erschien Belski erneut vor den Mauern von Kasan. Der Khan hatte die Hauptstadt in der Zwischenzeit befestigt und mit einer neuen Mauer umgeben. Dennoch schafften es die Russen, die Stadt in Brand zu setzen und viele Einwohner zu töten. Der tatarische Khan Safa Giray zog sich nach Arsk zurück, wo die Tataren kapitulierten und sich damit einverstanden erklärten, dass der Khan künftig von Moskau aus ernannt wird.

## Kriege von Iwan IV.
Als Iwan der Schreckliche noch minderjährig war, setzten sich kleinere Grenzgeplänkel fort, doch beide Seiten vermieden eine offene Konfrontation ihrer Truppen. 1536 kamen die Russen und die Tataren an den Rand eines neuen Krieges und trafen sich in der Nähe von Lyskowo, doch eine Schlacht konnte in letzter Minute verhindert werden. In den folgenden Jahren schmiedete der Khan des Krimkhanats mit seinem verwandten Safa Giray eine Offensivallianz gegen Moskau. Als Safa Giray daraufhin im Dezember 1540 in Russland einfiel, benutzten die Russen die Kassimow-Tataren gegen ihn. Nachdem sein Vormarsch nahe Murom aufgehalten worden war, musste sich Safa Giray ins eigene Gebiet zurückziehen.
Dieser Rückzug untergrub Safa Girays Autorität in Kasan. Eine pro-russische Partei, angeführt von Schahgali, erlangte genügend allgemeine Unterstützung, um mehrfach den Thron zu usurpieren. Im Jahr 1545 unternahm Iwan IV. eine Expedition zur Wolga, hauptsächlich, um die Muskeln spielen zu lassen und seine Unterstützung für die pro-russischen Parteien zu zeigen. In den Folgejahren gab es jedoch keine entscheidende Wendung in Kasan.
1551 wurden in Moskau detaillierte Pläne für eine endgültige Einnahme Kasans ausgearbeitet. Iwan der Schreckliche, der sich mittlerweile zum Zaren ausgerufen hatte, sandte Botschafter in die Nogaier-Horde, die deren Neutralität sicherten. Die Udmurten wurden unterworfen und als Verbündete gewonnen. Das Holzfort von Swijaschsk wurde die Wolga flussabwärts bis nach Kasan transportiert und vor Kasan aufgebaut. Es diente als russische Basis für den entscheidenden Angriff auf Kasan im Jahr 1552.

## Einnahme Kasans 1552

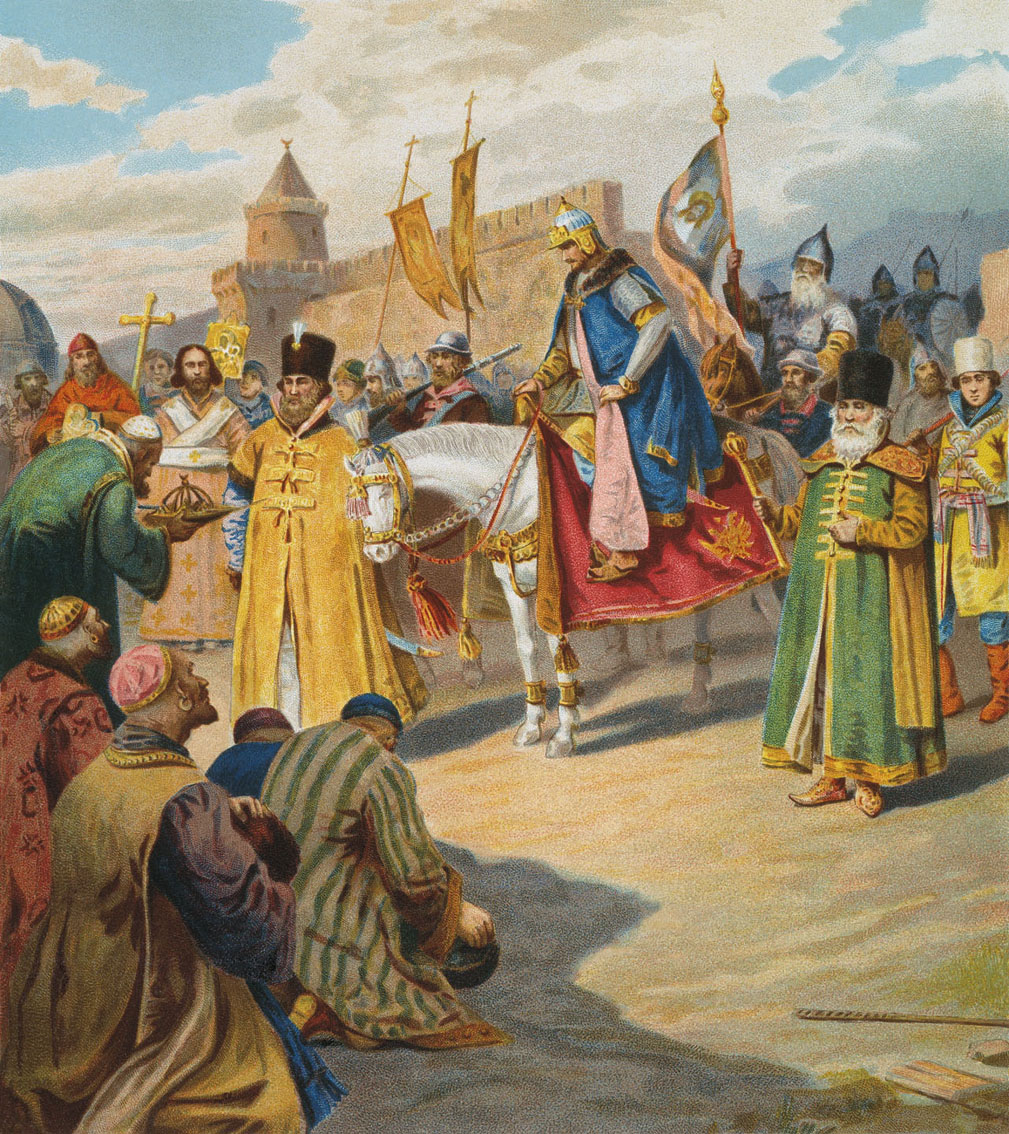
Iwan IV. an den Mauern von Kasan. Pjotr Korowin (1857–1919)

Am 16. Juni 1552 führte Iwan der Schreckliche eine große russische Streitmacht von Moskau über Kolomna nach Tula, wo die Krimtataren des Khans Devlet I. Giray nach ihren erfolglosen Versuchen, den Tulaer Kreml einzunehmen, besiegt wurden. Danach zog die Armee nach Osten in Richtung Kasan, dessen Belagerung am 30. August begann. Unter der Führung des Woiwoden Alexander Gorbaty-Schuiski setzten die Russen Rammböcke, mobile Türme, Minen und 150 Kanonen ein. Die Wasserversorgung der Stadt wurde blockiert und die Mauern zusammengeschossen, bevor ein finaler Sturm am 2. Oktober begann. Die Stadt wurde eingenommen, seine Befestigungen dem Erdboden gleichgemacht und ein großer Teil der Bevölkerung niedergemetzelt.
Der Fall von Kasan hatte eine zentrale Bedeutung für die anschließende Annexion des ganzen Gebietes der mittleren Wolga und öffnete den Russen den Weg nach Sibirien. Die Baschkiren akzeptierten Iwans IV. Oberherrschaft zwei Jahre später. Als ein Ergebnis des Kasan-Feldzuges verwandelte sich das Moskauer Reich in einen multiethnischen und multikonfessionellen Staat. Der Zar feierte seinen Sieg über Kasan, indem er mehrere Kathedralen mit orientalischen Elementen bauen ließ, darunter die berühmte Basilius-Kathedrale auf dem Roten Platz in Moskau. Die Belagerung von Kasan ist das Thema des längsten epischen Gedichtes in der russischen Literatur, nämlich der Rossiade von Michail Cheraskow, geschrieben in den Jahren 1771 bis 1779. Ein sprachliches Überbleibsel der Eroberung von Kasan ist der im Russischen bis heute verbreitete Ausdruck Kasaner Waise (сирота казанская), der vom Massaker an der Kasaner Bevölkerung übrig geblieben ist.